# Pärnu Jalgpalliklubi
Il Pärnu Jalgpalliklubi (in italiano Squadra di calcio di Pärnu), noto anche come Pärnu JK o PJK, è una società calcistica estone con sede nella città di Pärnu.
Si compone di una sezione maschile e femminile, quest'ultima è la più nota poiché partecipa alla Naiste Meistriliiga, la massima serie del campionato estone femminile di calcio. Il club ha vinto dodici volte il campionato nazionale, nel 1994-1995, 2003, 2004, 2005, 2006, 2010, 2011, 2012, 2013, 2014, 2015 e 2016, e cinque volte la Coppa d'Estonia femminile nel 2010, 2011 2012, 2014 e 2015. La squadra ha anche vinto la Supercoppa estone femminile nel 2011, 2012, 2013, 2014 e 2015.
Ha partecipato undici volte alle qualificazioni della UEFA Women's Champions League, riuscendo nella stagione 2013-2014 ad accedere alla fase finale.

## Palmarès
- Naiste Meistriliiga: 12

1994-1995, 2003, 2004, 2005, 2006, 2010, 2011, 2012, 2013, 2014, 2015, 2016
- Coppa d'Estonia femminile: 5

2010, 2011, 2012, 2014, 2015
- Supercoppa estone femminile: 5

2011, 2012, 2013, 2014, 2015

## Statistiche

### Risultati nelle competizioni UEFA
| Stagione | Competizione     | Fase                       | Avversario           | Risultato | Risultato | Risultato |
| Stagione | Competizione     | Fase                       | Avversario           | andata    | ritorno   | aggregato |
| -------- | ---------------- | -------------------------- | -------------------- | --------- | --------- | --------- |
| 2004-05  | UEFA Women's Cup | fase a gironi, primo turno | Viktória Szombathely | 0-4       | 0-4       | 0-4       |
| 2004-05  | UEFA Women's Cup | fase a gironi, primo turno | Bobruichanka         | 1-2       | 1-2       | 1-2       |
| 2004-05  | UEFA Women's Cup | fase a gironi, primo turno | Codru Anenii Noi     | 1-5       | 1-5       | 1-5       |
| 2005-06  | UEFA Women's Cup | fase a gironi, primo turno | United Pietarsaari   | 0-2       | 0-2       | 0-2       |
| 2005-06  | UEFA Women's Cup | fase a gironi, primo turno | Røa                  | 1-9       | 1-9       | 1-9       |
| 2005-06  | UEFA Women's Cup | fase a gironi, primo turno | Valur                | 1-8       | 1-8       | 1-8       |
| 2006-07  | UEFA Women's Cup | fase a gironi, primo turno | Mašinac PZP          | 1-6       | 1-6       | 1-6       |
| 2006-07  | UEFA Women's Cup | fase a gironi, primo turno | Rapide Wezemaal      | 0-7       | 0-7       | 0-7       |
| 2006-07  | UEFA Women's Cup | fase a gironi, primo turno | Pomurje              | 1-7       | 1-7       | 1-7       |
| 2007-08  | UEFA Women's Cup | fase a gironi, primo turno | NSA Sofia            | 1-3       | 1-3       | 1-3       |
| 2007-08  | UEFA Women's Cup | fase a gironi, primo turno | Universitet Vitebsk  | 0-6       | 0-6       | 0-6       |
| 2007-08  | UEFA Women's Cup | fase a gironi, primo turno | PAOK                 | 2-3       | 2-3       | 2-3       |
| 2011-12  | Champions League | gironi di qualificazione   | Krka Novo Mesto      | 2-1       | 2-1       | 2-1       |
| 2011-12  | Champions League | gironi di qualificazione   | Rayo Vallecano       | 1-4       | 1-4       | 1-4       |
| 2011-12  | Champions League | gironi di qualificazione   | Peamount United      | 1-5       | 1-5       | 1-5       |
| 2012-13  | Champions League | gironi di qualificazione   | BIIK Kazygurt        | 0-3       | 0-3       | 0-3       |
| 2012-13  | Champions League | gironi di qualificazione   | NSA Sofia            | 0-2       | 0-2       | 0-2       |
| 2012-13  | Champions League | gironi di qualificazione   | Spartak Subotica     | 0-1       | 0-1       | 0-1       |
| 2013-14  | Champions League | gironi di qualificazione   | PAOK                 | 3-1       | 3-1       | 3-1       |
| 2013-14  | Champions League | gironi di qualificazione   | PK-35 Vantaa         | 0-0       | 0-0       | 0-0       |
| 2013-14  | Champions League | gironi di qualificazione   | Bilјanini Izvori     | 3-1       | 3-1       | 3-1       |
| 2013-14  | Champions League | sedicesimi di finale       | Wolfsburg            | 0-14      | 0-13      | 0-27      |
| 2014-15  | Champions League | gironi di qualificazione   | MTK                  | 0-3       | 0-3       | 0-3       |
| 2014-15  | Champions League | gironi di qualificazione   | Pomurje              | 0-4       | 0-4       | 0-4       |
| 2014-15  | Champions League | gironi di qualificazione   | Ekonomist            | 2-1       | 2-1       | 2-1       |
| 2015-16  | Champions League | gironi di qualificazione   | Olimpia Cluj         | 0-4       | 0-4       | 0-4       |
| 2015-16  | Champions League | gironi di qualificazione   | Pomurje              | 1-2       | 1-2       | 1-2       |
| 2015-16  | Champions League | gironi di qualificazione   | Ekonomist            | 2-1       | 2-1       | 2-1       |
| 2016-17  | Champions League | gironi di qualificazione   | Olimpia Cluj         | 1-7       | 1-7       | 1-7       |
| 2016-17  | Champions League | gironi di qualificazione   | Medyk Konin          | 0-1       | 0-1       | 0-1       |
| 2016-17  | Champions League | gironi di qualificazione   | Breznica             | 2-2       | 2-2       | 2-2       |
| 2017-18  | Champions League | gironi di qualificazione   | Standard Liegi       | 0-2       | 0-2       | 0-2       |
| 2017-18  | Champions League | gironi di qualificazione   | Ajax                 | 1-2       | 1-2       | 1-2       |
| 2017-18  | Champions League | gironi di qualificazione   | Rīgas FS             | 2-0       | 2-0       | 2-0       |

## Organico

### Rosa 2017
Rosa e numeri come da sito UEFA.
| N. |                    | Ruolo | Calciatrice           |
| -- | ------------------ | ----- | --------------------- |
| 1  | Estonia (bandiera) | P     | Elis Meetua           |
| 2  | Estonia (bandiera) | D     | Ketlin Saar           |
| 3  | Estonia (bandiera) | C     | Kaire Palmaru         |
| 4  | Estonia (bandiera) | D     | Heleri Saar           |
| 5  | Estonia (bandiera) | A     | Ulrika Tülp           |
| 6  | Estonia (bandiera) | C     | Anete Paulus          |
| 7  | Estonia (bandiera) | A     | Anastassia Morkovkina |
| 8  | Estonia (bandiera) | C     | Kairi Himanen         |
| 9  | Estonia (bandiera) | C     | Liivi Sõrmus          |
| 10 | Estonia (bandiera) | D     | Berle Brant           |
| 11 | Ucraina (bandiera) | D     | Anastasia Filenko     |
| 12 | Estonia (bandiera) | P     | Imbi Hoop             |
| 13 | Estonia (bandiera) | C     | Aljona Sasova         |

| N. |                        | Ruolo | Calciatrice                    |
| -- | ---------------------- | ----- | ------------------------------ |
| 14 | Estonia (bandiera)     | C     | Evelyn Šilina                  |
| 15 | Estonia (bandiera)     | D     | Mariana Kees                   |
| 16 | Estonia (bandiera)     | C     | Laada Tereštšenkova            |
| 17 | Estonia (bandiera)     | C     | Marve Bessmertnõi              |
| 18 | Estonia (bandiera)     | A     | Gerda Leichter                 |
| 19 | Estonia (bandiera)     | C     | Ljubov Maksimova               |
| 20 | Estonia (bandiera)     | A     | Merily Toom                    |
| 21 | Bielorussia (bandiera) | C     | Anastasija-Grazyna Ščerbačenia |
| 22 | Estonia (bandiera)     | C     | Kristina Bannikova             |
| 23 | Estonia (bandiera)     | C     | Anne-Grethe Pajuviidik         |
| 24 | Estonia (bandiera)     | D     | Lisete Tammeveski              |
| 35 | Estonia (bandiera)     | P     | Jennifer Smirnov               |

### Ex nazionali
- Andra Karpin
- Anastasija Ročāne

## Pärnu Jalgpalliklubi maschile
La sezione maschile del Pärnu Jalgpalliklubi, attiva dal 2014, ha risalito le categorie più basse del campionato estone nel corso degli anni (IV Liiga nel 2014, III Liiga nel 2015 e II Liiga nel 2016 e 2017) e ha raggiunto l'Esiliiga B nel 2018.
Nella stagione 2019 si classifica terzo e vince lo spareggio promozione/retrocessione contro il Tarvas Rakvere, conquistando per la prima volta un posto in Esiliiga, dove arriva ottavo nel 2020 e nel 2021, retrocede poi nel 2022 piazzandosi all'ultimo posto.
Nel 2023 arriva ultimo anche in Esiliiga B, ma viene riammesso per la stagione successiva, nella quale però termina ancora una volta in fondo alla classifica. Per il 2025 non si iscrive a nessun campionato.